# جبال تشيها
سلسلة جبال تشيها أو جبال تشيها (بالإنجليزية: Cheaha Mountain)‏؛ وغالبا ما تُسمّى بجبل تشيها (بالإنجليزية: Mount Cheaha)‏؛ هي أعلى نقطة طبيعية في ولاية ألاباما الأمريكية، بارتفاع 735 مترًا. تقع على بعد بضعة أميال شمال غرب مدينة دلتا الواقعة في الولاية نفسها، وتضم الجبال منتزهات وحدائق مجهزة بالخدمات.

## معرض صور

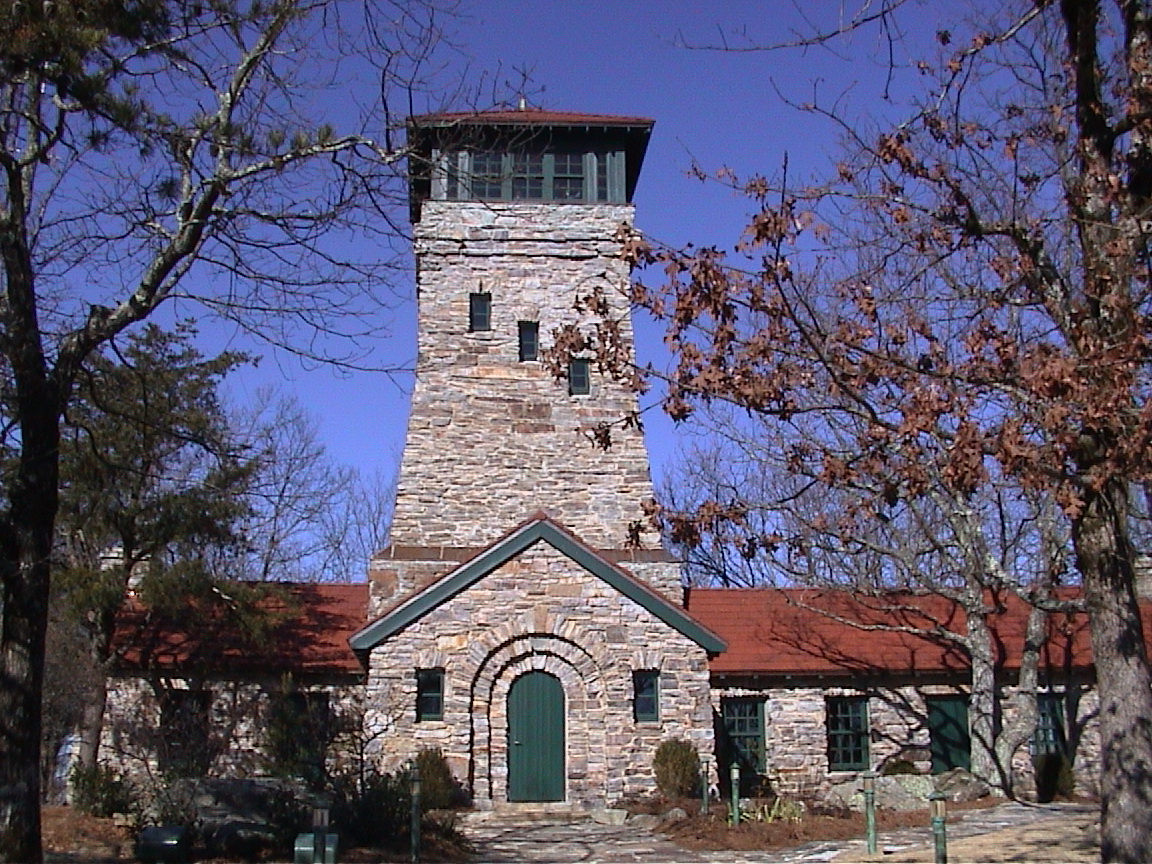
برج بانكر على قمة جبال تشيها في ديسمبر 2003.
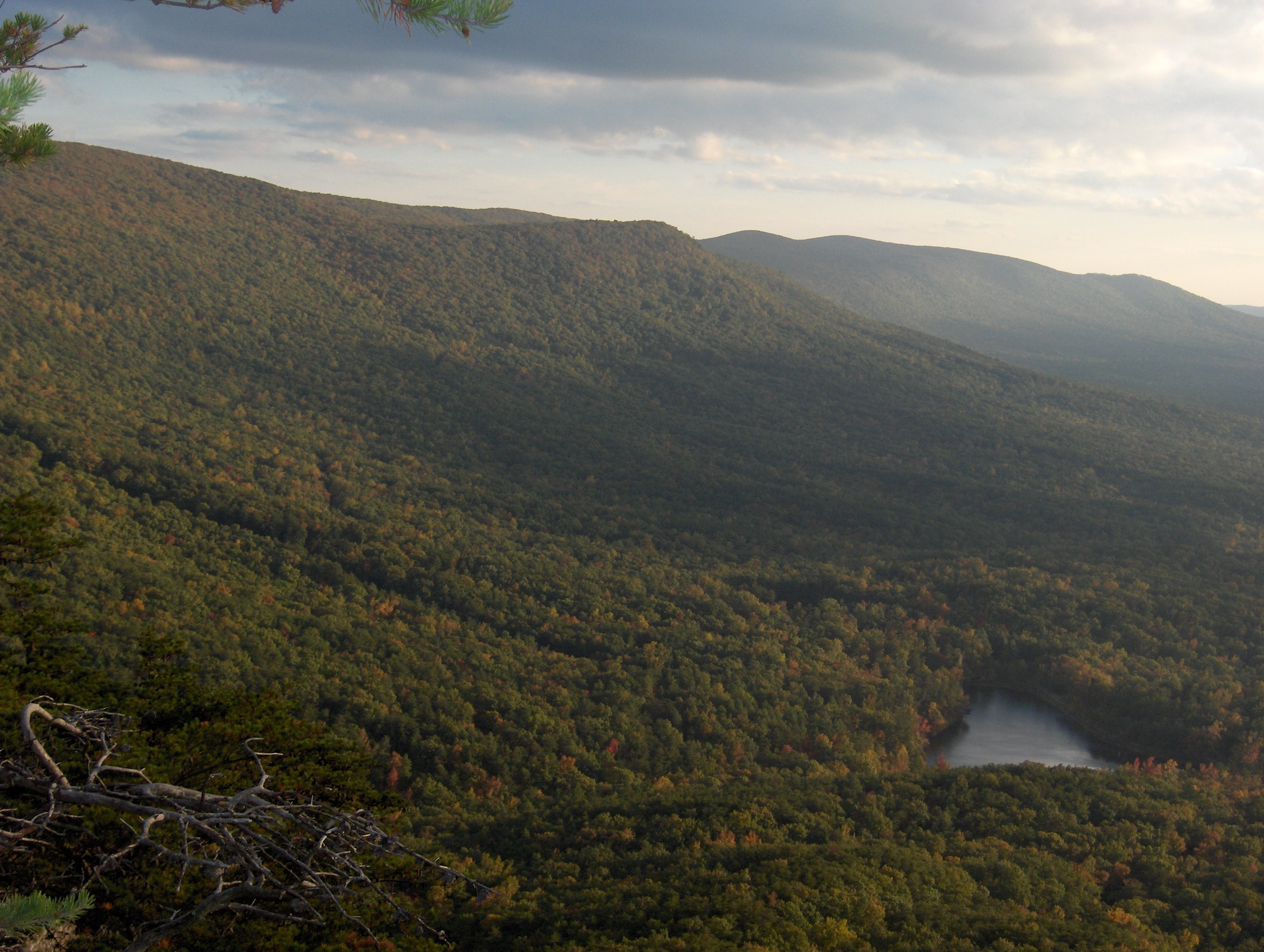
بحيرة وسط جبال تيشها.

## وصلات خارجية
- Images from Cheaha and Cleburne County
- Cheaha State Park